# Dicranota yezoensis
Dicranota (Dicranota) yezoensis là một loài ruồi trong họ Pediciidae. Chúng phân bố ở vùng sinh thái Palearctic.